# Pierre Jules Lebreton
Pour les articles homonymes, voir Lebreton.
Pierre Jules Lebreton est un homme politique français né le 6 août 1814 à La Suze (Sarthe) et décédé le 15 février 1871 au Mans (Sarthe).

## Biographie
Marchand de vin en gros, adjoint au maire du Mans, juge au tribunal de commerce, il est député de la Sarthe de 1848 à 1849, siégeant comme républicain modéré.

## Sources
- « Pierre Jules Lebreton », dans Adolphe Robert et Gaston Cougny, Dictionnaire des parlementaires français, Edgar Bourloton, 1889-1891 [détail de l’édition]